# Maria de Médicis
Pour les articles homonymes, voir Marie de Médicis (homonyme).
Maria de Médicis, (1455-1479) est la fille naturelle de Piero de' Medicis, dit Pierre le Gouteux. On ignore quelle place elle tenait au sein des Médicis, mais André Rochon, biographe de Laurent de Médicis, jugeait que « sa naissance illégitime, un long séjour à Lyon (…) rendirent si lâches les liens qui l'unissaient à sa famille que Laurent [le Magnifique] ne parle jamais d'elle et paraît l'avoir fort peu connue. »  Elle meurt en mars 1479 et est inhumée dans la chapelle réservée à la communauté florentine de l'église Notre-Dame de Confort de Lyon. Mariée à Lionetto de' Rossi (vers 1440- ?) qui sera nommé en 1470 directeur de la filiale lyonnaise de la Banque Médicis, filiale installée en location dans la maison de Thomas Basto, bâtiment, appelé plus tard la Maison Dugas dite "La Maison aux lions », 23 rue Juiverie à Lyon. Les Médicis louent par ailleurs, conjointement avec Jean Mazenod, greffier des Élus, une maison avec une grande cour, rue de la Chivrerie. Il sera emprisonné pour détournement de fonds à Florence vers 1485. Son fils, Luigi de' Rossi (1474-1519), accueilli dans la maison de Laurent le Magnifique, est élevé avec son cousin du même âge Giovanni de' Medici et deviendra cardinal (Raphaël l’a représenté dans son tableau, le Pape Léon X avec ses neveux Giulio de Medici et Luigi de Rossi, conservé à la Galerie des Offices de Florence). Elle est aussi la mère de Maria de' Rossi ( née vers 1478- ?) mariée à Guy Comeau ( né vers 1450-1525), seigneur de Créancey, châtelain et receveur de Pouilly-en-Auxois et parents de plusieurs enfants dont qui suit : Claude Comeau (vers 1502- ?) secrétaire du roi, sieur de Créancey et Charles Guy Comeau (vers 1508- ?).
Claude Comeau est le père de Jean II Comeau qui était un homme d'armes dans la grande compagnie du grand écuyer de France. Conseiller du roi, lieutenant au bailliage d'Auxois, au siège d'Arnay-le-Duc. Escuyer, sieur de la Serrée etc. (descendance qui suit, dont une partie part en Acadie vers les XVIe et XVIIe siècles).